# فرودگاه لریسا نشنل
فرودگاه لریسا نشنل  (به انگلیسی: Larissa National Airport) یک فرودگاه با کد یاتا LRA است که یک باند فرود سنگفرش دارد و طول باند آن ۲۹۶۰ متر است. این فرودگاه در شهر لاریسا کشور یونان قرار دارد و در ارتفاع ۶۹ متری از سطح دریا واقع شده است.